# Bajauana pallida
Bajauana pallida är en insektsart som först beskrevs av Frederick Arthur Godfrey Muir 1913.  Bajauana pallida ingår i släktet Bajauana och familjen kilstritar. Inga underarter finns listade i Catalogue of Life.